# Wybory do Konstytuanty w Rosji 1917

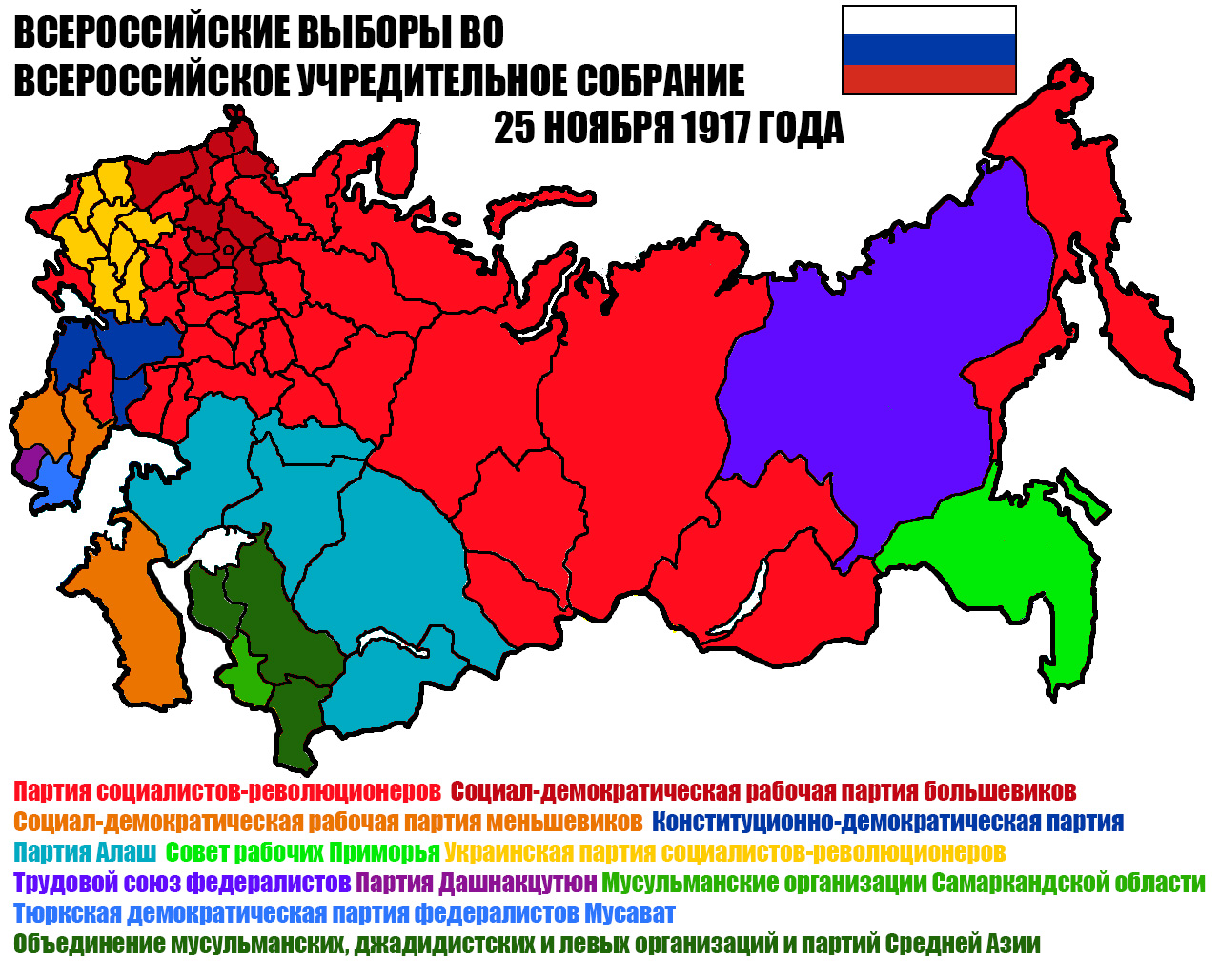

Wyniki wyborów i podział mandatów w Konstytuancie w 1917

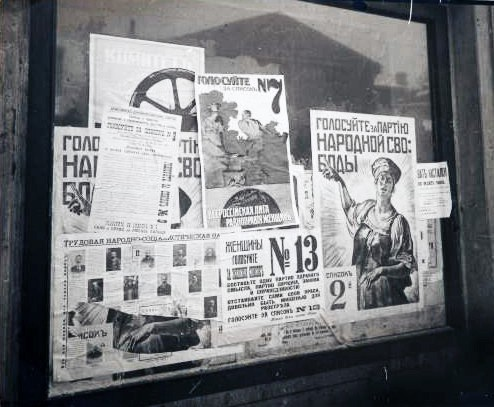
Plakaty w czasie kampanii wyborczej w Piotrogrodzie 1917

Wybory do Zgromadzenia Ustawodawczego Rosji – Konstytuanty były konsekwencją rewolucji lutowej w 1917 i obalenia przez nią caratu. Zostały wyznaczone przez Rząd Tymczasowy na 12 listopada?/25 listopada 1917. Bolszewicy, którzy przejęli władzę w wyniku przewrotu w Piotrogrodzie 25 października?/7 listopada 1917, po początkowych wahaniach podtrzymali datę wyborów, wydając stosowny dekret. Głosowanie rozpoczęło się 25 listopada 1917 w Piotrogrodzie, tydzień później odbyło się w Moskwie, a w ciągu następnych 10 dni w reszcie Rosji.

## Historia
Wybory zakończyły się zdecydowanym zwycięstwem eserowców (socjalistów-rewolucjonistów), którzy zdobyli 17 943 000 głosów - prawie dwa razy więcej od bolszewików (10 661 000 głosów – na drugim miejscu). Na dalszych miejscach znaleźli się kadeci oraz mienszewicy.
Frekwencja wyborcza była bardzo wysoka, w Piotrogrodzie i Moskwie blisko 70 procent uprawnionych do głosowania, na wsi w niektórych okręgach zbliżała się do 100 procent.
Bolszewicy wygrali w Piotrogrodzie i Moskwie (ponad 45% głosów), a także w 27 na 38 stolic guberni. Ponieważ jako jedyna z partii obiecywali niezwłoczne przystąpienie do rozmów pokojowych uzyskali poparcie żołnierzy i marynarzy, zwłaszcza garnizonów miast. Żołnierze chcieli wracać do domu, jak najszybciej, by uczestniczyć w podziale ziemi. W konsekwencji w garnizonie moskiewskim na bolszewików oddano 71,3 procent głosów, a w piotrogrodzkim 74,3 procent głosów. W czterech armiach liniowych, z których wyniki się zachowały, otrzymali 56 procent głosów.
Z kolei na listy partii kadetów padło wprawdzie 2 088 000 głosów, czyli 4,7 procent ogółu oddanych, jednak w Piotrogrodzie uzyskali 26,2 procent głosów, a w Moskwie – 34,2 procent (36,4 bez głosów garnizonu Moskwy), co dawało im w obu przypadkach drugie miejsce po bolszewikach (w Moskwie bolszewicy otrzymali 45,3 procent głosów bez garnizonu). Kadeci wygrali z bolszewikami w 11 na 38 stolic guberni, a w wielu innych zajmowali drugie miejsce, przy niewiele gorszych wynikach. Partia kadetów była drugą najsilniejszą partią w rosyjskich miastach, prawie o tym samym poparciu co bolszewicy.
Rosyjscy chłopi stanowiący większość społeczeństwa poparli prawie jednomyślnie eserowców (socjalistów-rewolucjonistów). Jednak w miastach mieli oni niewielkie poparcie – nie wygrali wyborów w żadnej z 38 stolic gubernialnych, ustępując zarówno bolszewikom, jak i kadetom.
Na listy współpracujących z bolszewikami lewicowych eserowców, którzy w zamyśle Lenina mieli odebrać głosy partii eserowców, padło zaledwie 451 000 głosów – 1 procent głosów oddanych.
Na 715 miejsc w Zgromadzeniu bolszewicy uzyskali 175 mandatów.

## Wyniki

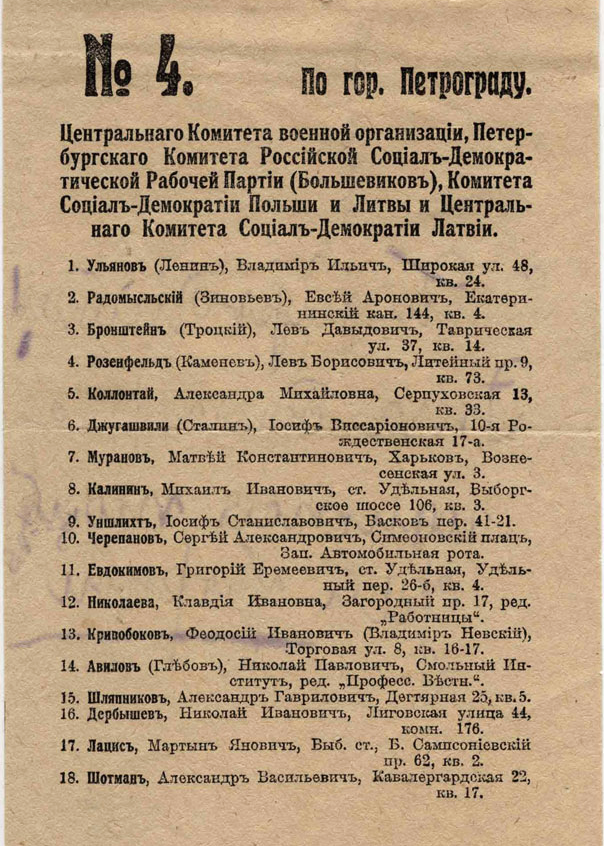
Karta wyborcza w wyborach do Konstytuanty w Piotrogrodzie – lista nr 4 – bolszewicy

## Wyniki[2]
| Partia/Ugrupowanie                                   | Poparcie w mln  | Poparcie % |
| Rosyjskie partie socjalistyczne razem                | 30 mln 600 tys. | 68,9%      |
| ---------------------------------------------------- | --------------- | ---------- |
| Eserowcy                                             | 17 mln 943 tys. | 40,4%      |
| Bolszewicy                                           | 10 mln 661 tys. | 24%        |
| Mienszewicy                                          | 1 mln 144 tys.  | 2,6%       |
| Lewicowi eserowcy                                    | 451 tys.        | 1%         |
| Inni                                                 | 401 tys.        | 0,9%       |
| Rosyjskie partie liberalne i niesocjalistyczne razem | 3 mln 349 tys.  | 7,5%       |
| Partia Konstytucyjno-Demokratyczna (tzw. kadeci)     | 2 mln 88 tys.   | 4,7%       |
| Inni                                                 | 1 mln 261 tys.  | 2,8%       |
| Stronnictwa mniejszości narodowych razem             | 5 mln 940 tys.  | 13,4%      |
| Ukraińscy eserowcy                                   | 3 mln 433 tys.  | 7,7%       |
| Gruzińscy mienszewicy                                | 662 tys.        | 1,5%       |
| Musawat                                              | 616 tys.        | 1,4%       |
| Dasznacy                                             | 560 tys.        | 1,3%       |
| Ałasz Orda                                           | 262 tys.        | 0,6%       |
| Inni                                                 | 407 tys.        | 0,9%       |
| nie zidentyfikowano                                  | 4 mln 543 tys.  | 10,2%      |

Ogółem oddano ok. 44,4 mln głosów.

## Plakaty wyborcze

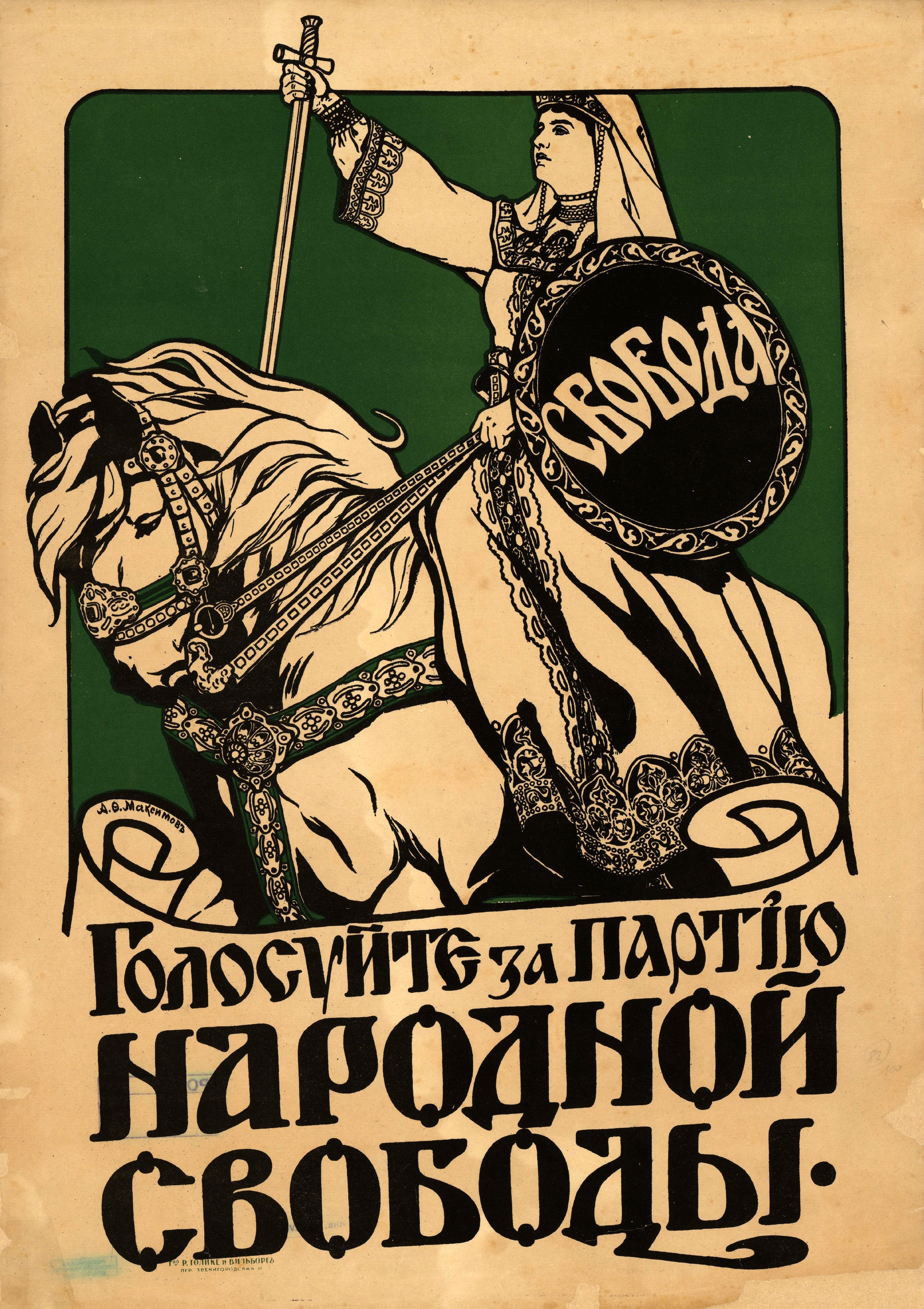
Kadeci
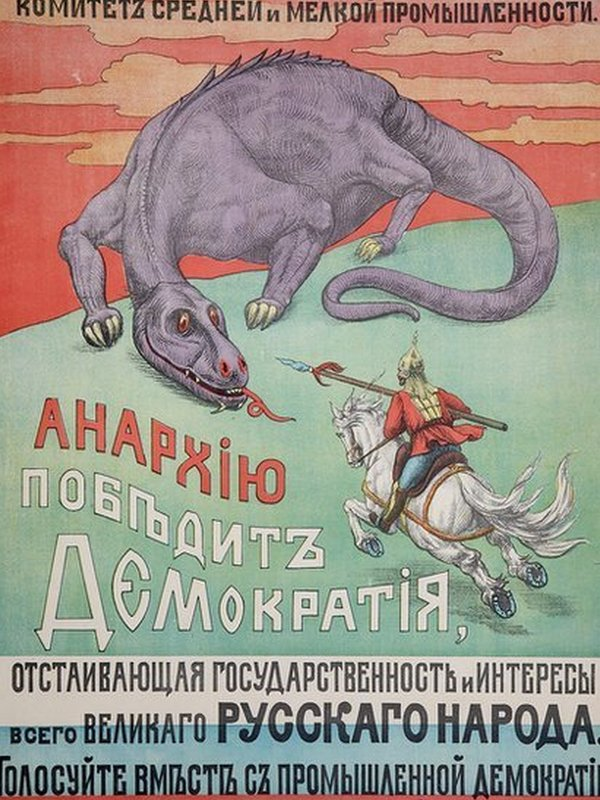
Kadeci
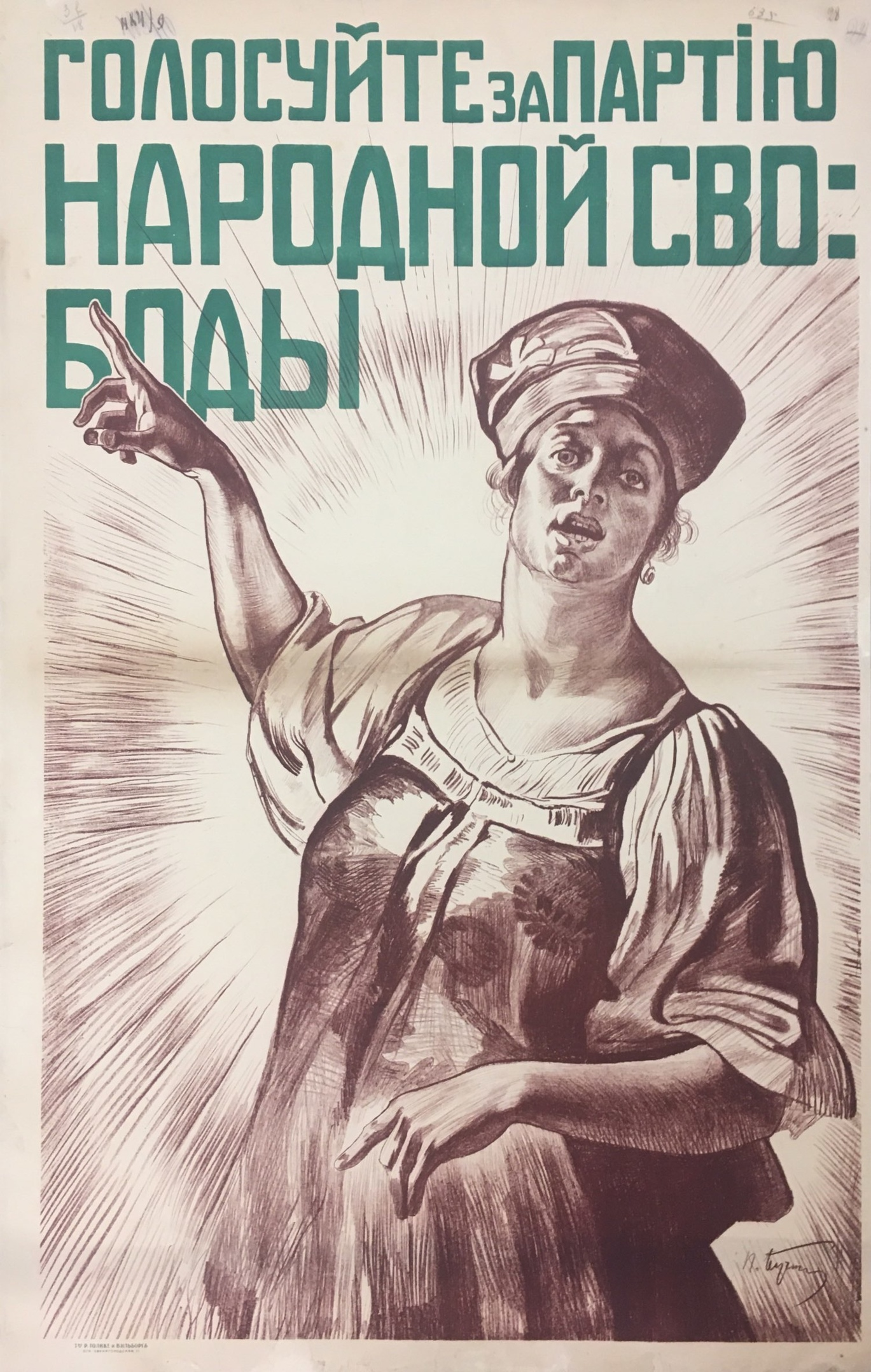
Kadeci
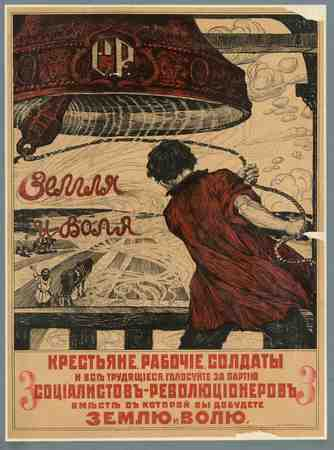
Eserowcy
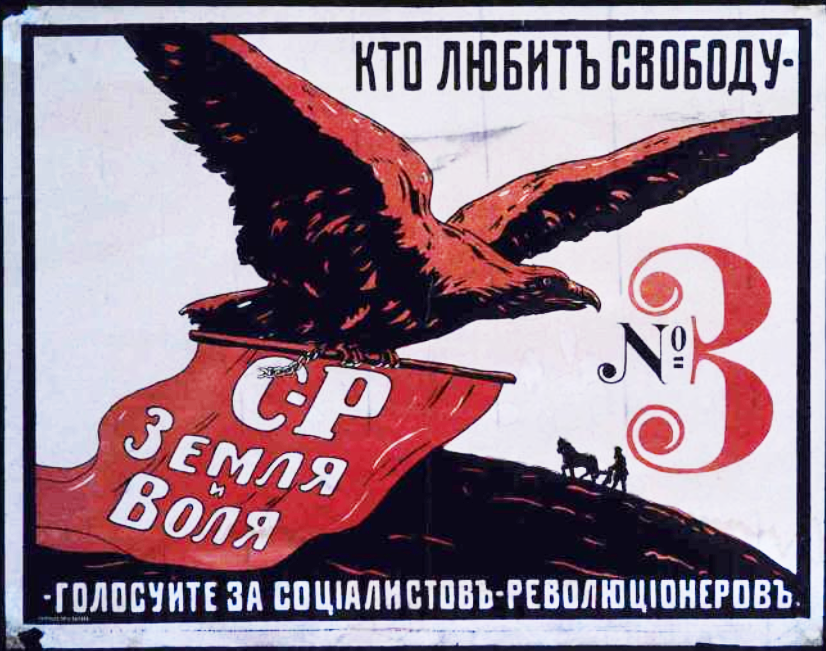
Eserowcy
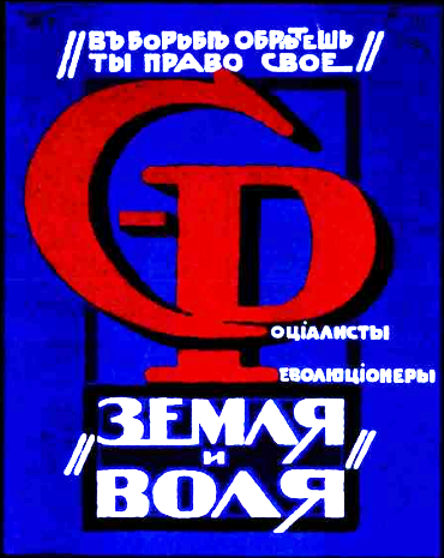
Eserowcy
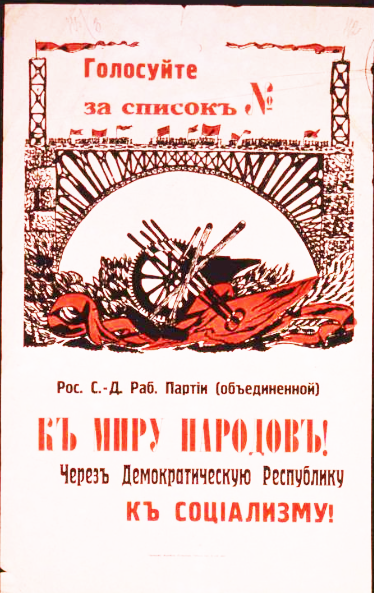
SDPRR (mienszewicy)
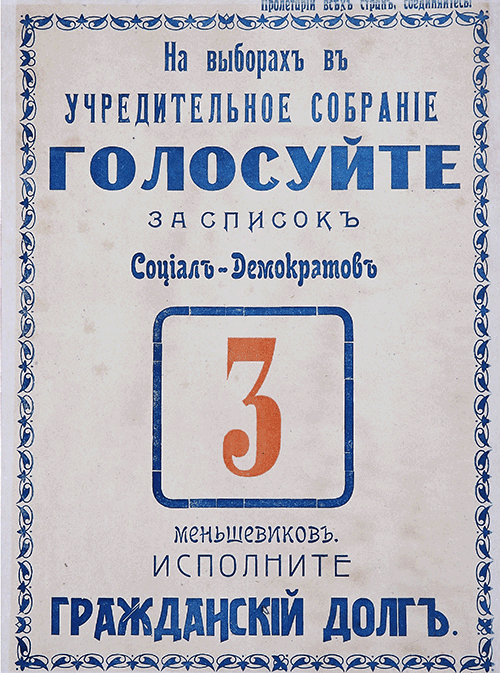
SDPRR (mienszewicy)
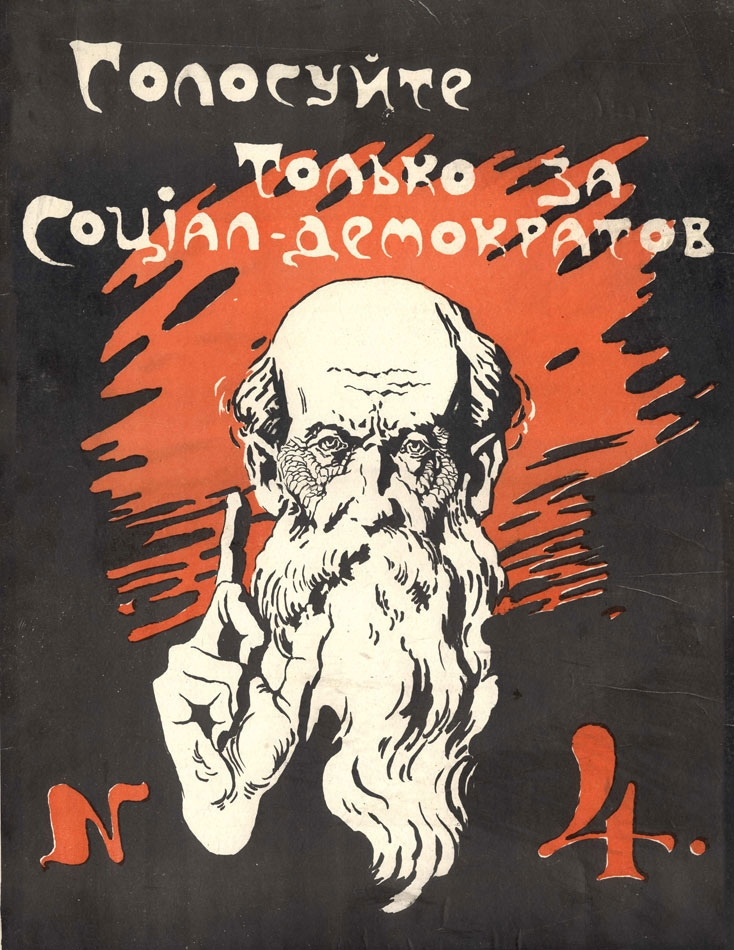
SDPRR (bolszewicy)
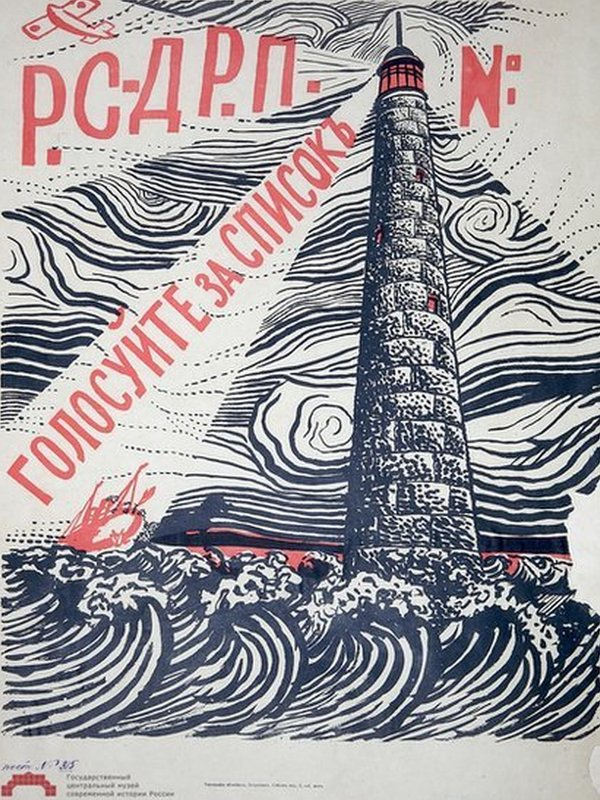
SDPRR (bolszewicy)
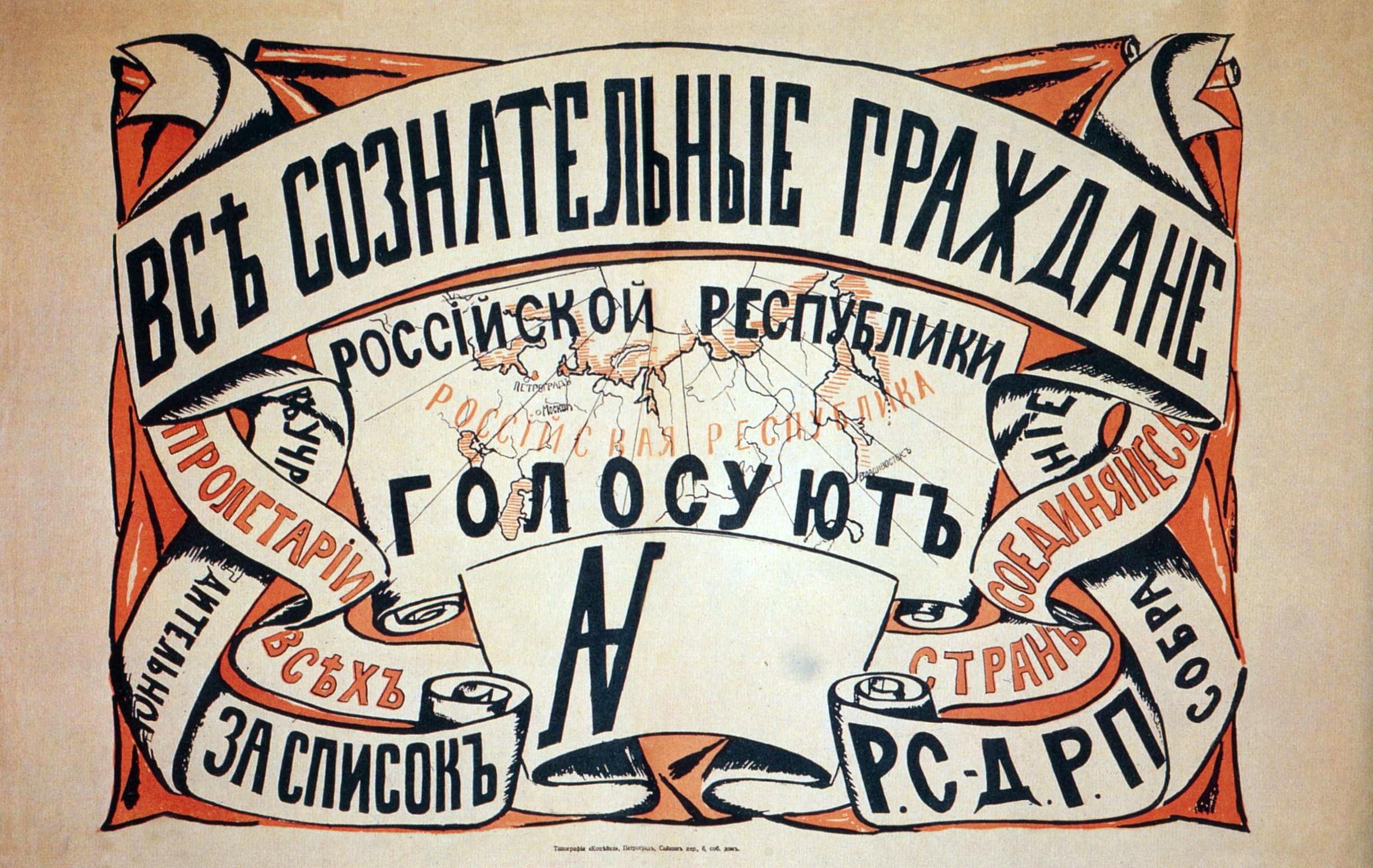
SDPRR (bolszewicy)